# Hoplodrina hesperica
Hoplodrina hesperica is een vlinder uit de familie uilen (Noctuidae). De wetenschappelijke naam is voor het eerst geldig gepubliceerd in 1960 door Dufay & Boursin.
De soort komt voor in Europa.